# Flusssurfen

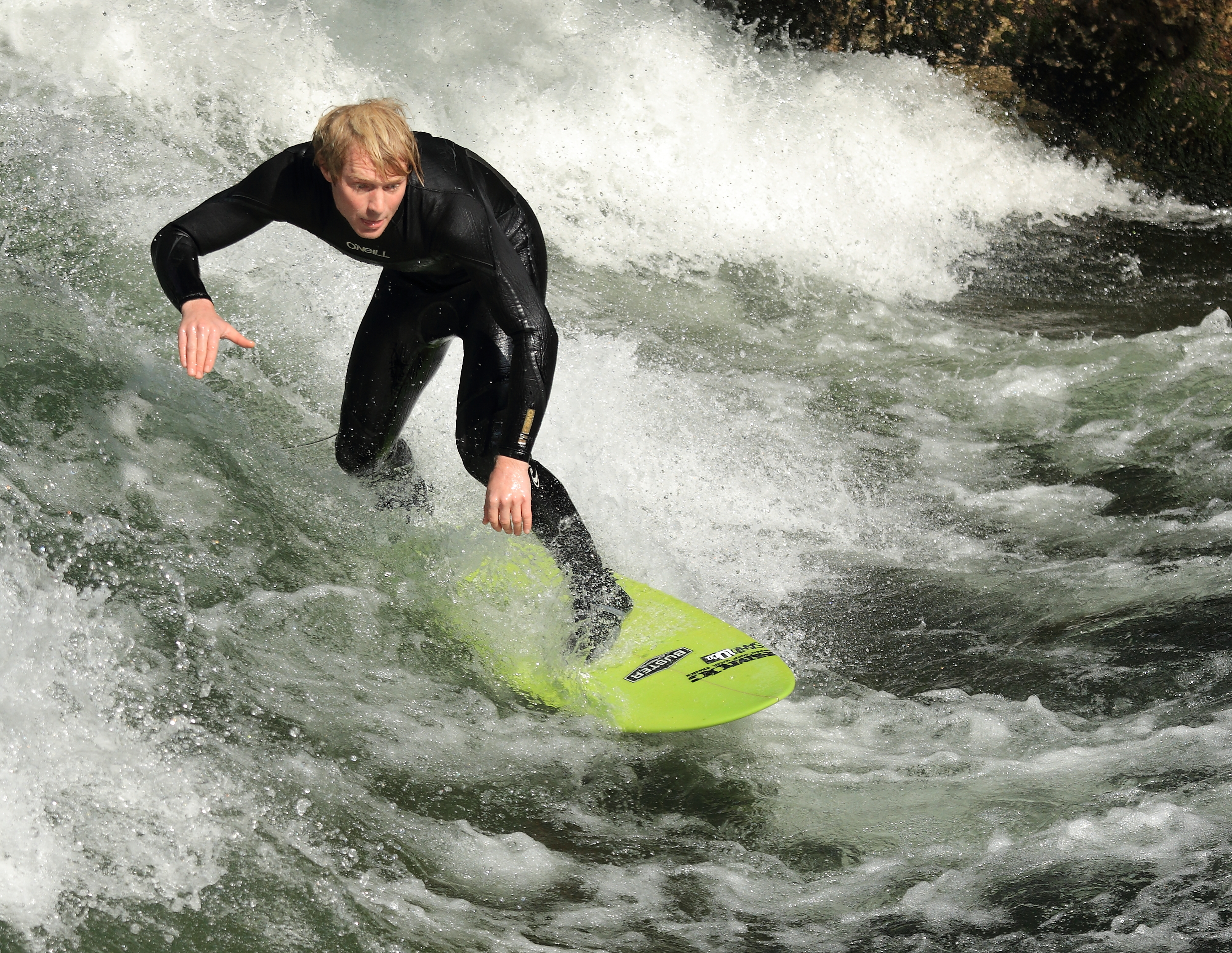
Surfer auf der Eisbachwelle in München

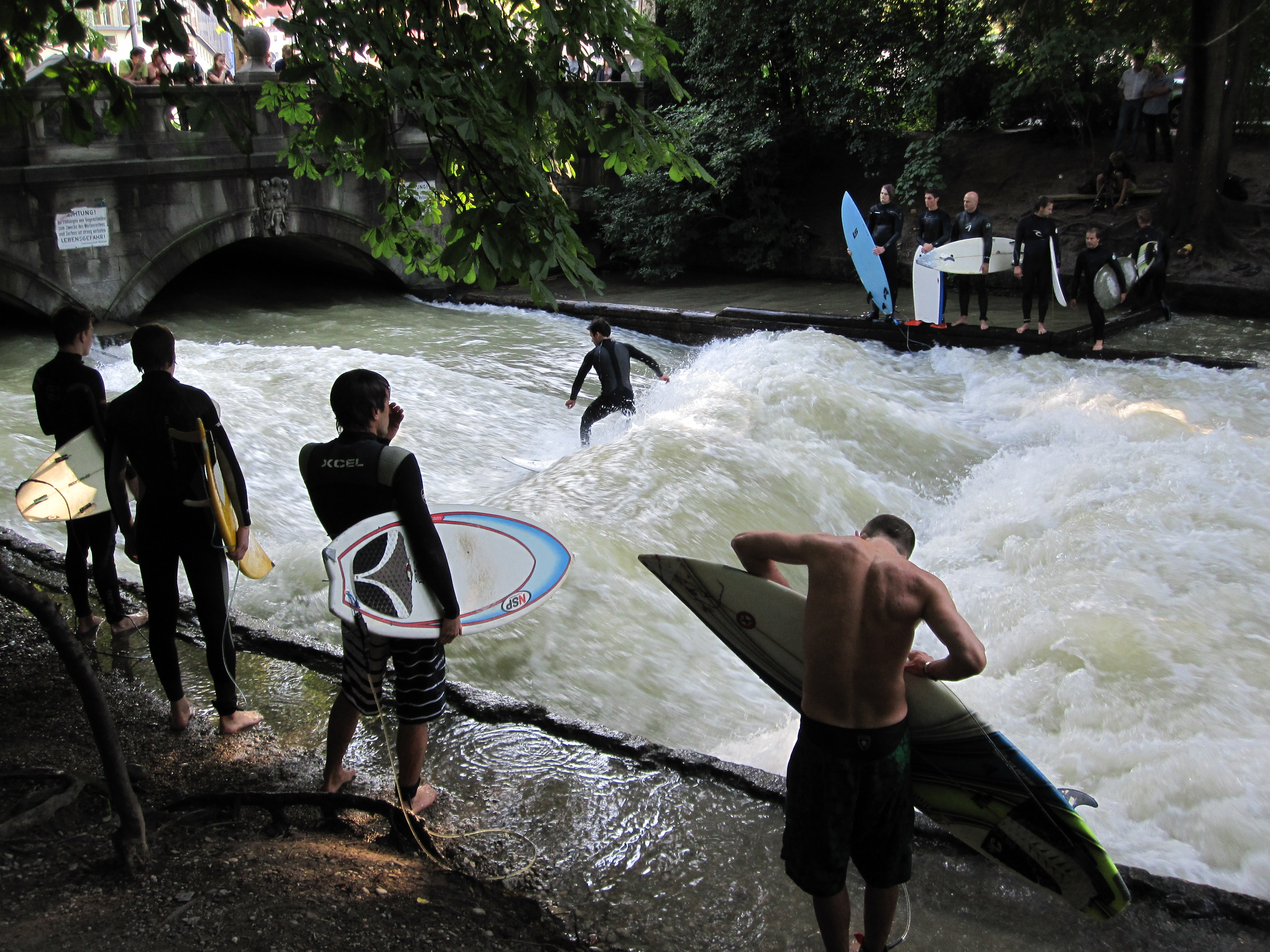
Stehende Eisbachwelle in München

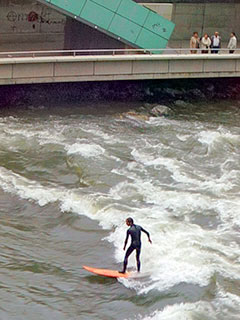
Flusssurfer in Graz auf der Mur

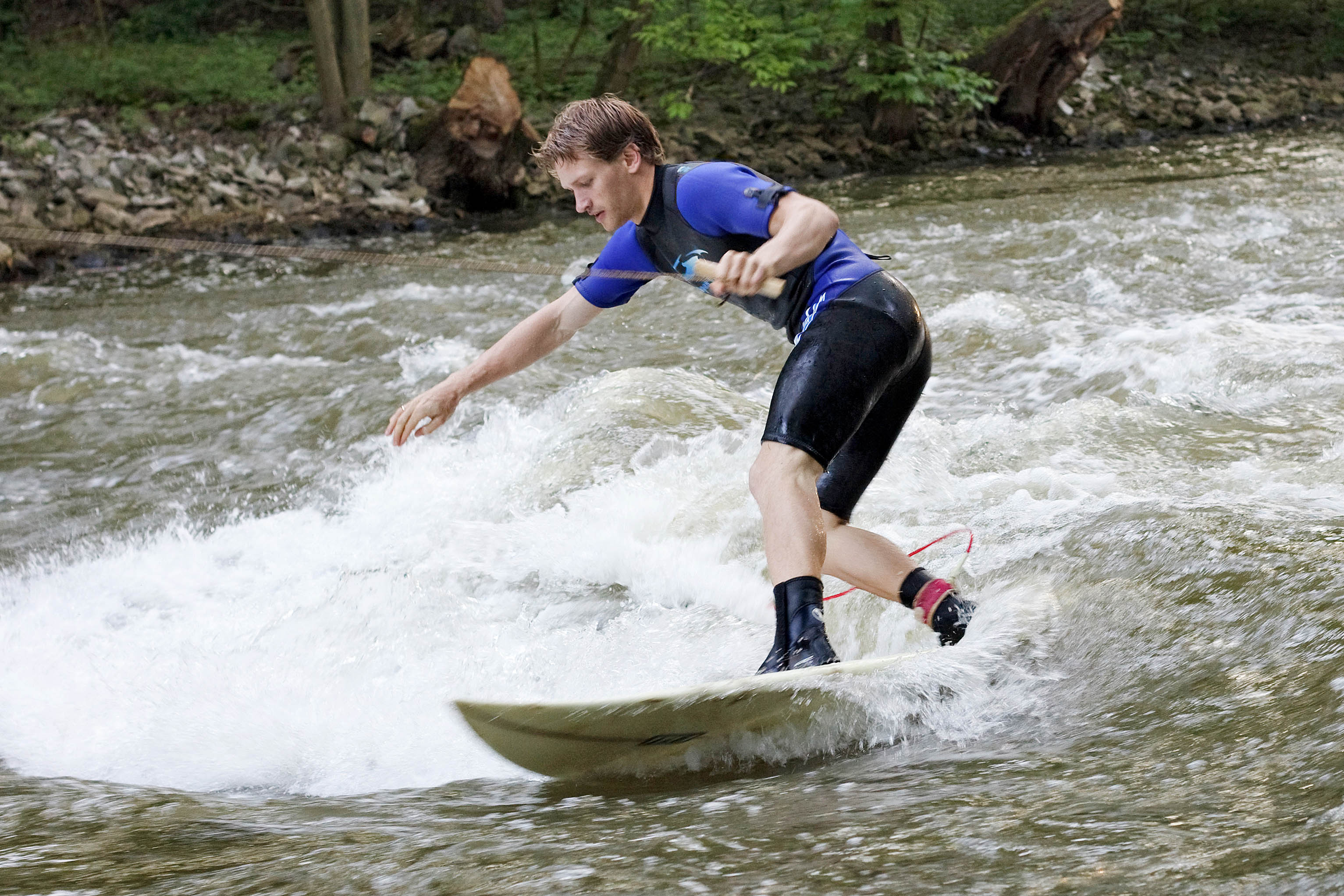
Seilunterstütztes Surfen auf einer zu kleinen Welle auf der Pegnitz

Flusssurfen ist eine Form des Wellenreitens, bei der auf stehenden Wellen oder seltener auf Gezeitenwellen gesurft wird. Andere Surfsportarten, die auf denselben Wellen (insbesondere Kanufahren mit seiner Unterform Spielbootfahren) oder anderen Flusswellen (Kanufahren oder Rafting), ausgeübt werden, werden im Allgemeinen nicht als Flusssurfen bezeichnet.
Nach der Entstehung der Wellen werden zwei verschiedene Arten von Flusssurfen unterschieden.

## Stehende Wellen
Beim Surfen auf stehenden Wellen wird der schießende Strömungszustand eines Flusses ausgenutzt. Um von Flusssurfern genutzt werden zu können, müssen stehende Wellen eine gewisse Größe erreichen, möglichst gleichmäßig sein und über eine ausreichende Wassertiefe verfügen. Das ist wiederum abhängig von der Wassermenge und der Fließgeschwindigkeit. Bevorzugt werden nicht brechende Wellen genutzt.
Die für das Flusssurfen nötigen Bedingungen werden nur an wenigen Flüssen erreicht. Meist sind diese Konditionen von Menschenhand geschaffen (Betonwanne, Wehr).
Da sich stehende Wellen nicht fortbewegen, befestigen manche Surfer ein Seil am Ufer oder einer Brücke, um sich mit seiner Hilfe zur Welle tragen zu lassen. Das freie Seilende hält der Surfer entweder in der Hand und steigt auf ein Surfbrett, oder er befestigt es fest an einem Brett und hält sich mittels eines Bügels fest.

### Künstliche Wellen
Eine der ersten künstlichen Wellen war die Eisbachwelle in München. Hier war eine geeignete Grundform vorhanden, die von lokalen Surfern optimiert wurde. Andere Wellen bzw. Walzen sind bei Plattling und im Augsburger Eiskanal. In Graz wurde etwa 2001 durch Einsetzen von Steinblöcken unterhalb der Hauptbrücke, links des Brückenpfeilers eine Surfwalze (Radetzkywelle) im frei fließenden Fluss geschaffen auf der 2003 die Kanu Rodeo WM stattfand. Auch die Walze unter der Radetzkybrücke liegt im Stadtzentrum. Beide wurden durch den Einstau des Murkraftwerks Graz-Puntigam ab etwa August 2019 verdrängt. Als Ersatz wurde Paddlern seitens des Energieversorgungsunternehmens Energie Steiermark eine stundenweise betriebene Strecke links neben dem Kraftwerk versprochen. 2019 wurde jedoch eine Anlage oberhalb der Hauptbrücke und Stauwurzel und links des Stromstrichs und der Murinsel anvisiert.
Die Almwelle in Salzburg wurde 2010 gebaut. Weitere Beispiele für eine stehende Welle sind der Eisbach in München und die durch ein verstellbares Wehr geschaffene Leinewelle in Hannover. Im Sommer 2016 war in Wien am Schwarzenbergplatz eine schießende Surfwelle als kommerzielle Event-Arena aufgebaut. Im November 2019 eröffnete das Start-up Wellenwerk Berlin die erste Inline-Welle in der Hauptstadt, in einer umgebauten Lagerhalle des Zwischenpumpwerks Lichtenberg. Im Mai 2020 eröffnete, nach 1 Jahr Bauzeit, die weltweit größte künstliche Welle in Ebensee am Traunsee.

## Bungee-Surfen
Beim Bungee-Boarding (auch Bungee-Surfen genannt) wird ein weich-elastisches Seil eingesetzt, das der Flusssurfer unter Ausnutzung des Strömungswiderstands dehnt. Wenn das Seil stark gespannt ist, gibt der Flusssurfer den Widerstand gegen die Strömung auf und wird von dem sich zusammenziehenden Seil über die Wasseroberfläche in Richtung der Seilbefestigung gezogen. Mitunter schnell.
Vereinzelt wird auch ein Seil eingesetzt, wenn die Welle nicht groß genug ist, um einen Surfer auf ihr zu halten. Dann wird auch während des Surfens das Seil festgehalten und damit verhindert, dass der Surfer mit der Strömung flussabwärts über den Wellenkamm treibt.

## Gezeitenwellen
Selten werden auch Gezeitenwellen gesurft, die an manchen Flüssen entstehen, wenn sich die auflaufende Tide in einen Flusslauf hineindrückt. Solche Wellen sind aber oft nicht an allen Stellen des Flusses, die sie erreichen, surftauglich. Entscheidend dafür sind Faktoren wie der Untergrund oder die Breite des Flusses an einer bestimmten Stelle und die Stärke der Tide (unter anderem stärker bei Springflut).
Bei dieser Art des Flusssurfens wartet der Surfer auf dem Fluss sitzend auf die Welle und versucht dann, wie auf dem Ozean, durch Paddeln die nötige Geschwindigkeit zu erreichen, um von der Welle mitgenommen zu werden.
Eine der bekanntesten Gezeitenwellen ist die Pororoca auf dem Amazonas. Dort soll es dem Brasilianer Picuruta Salazar gelungen sein, 37 Minuten lang die Welle zu surfen und dabei eine Distanz von mehr als 12 Kilometern zurückzulegen.

## Dokumentationen
- 2009: Keep Surfing von Björn Richie Lob, ein Dokumentarfilm über das Flusssurfen am Münchner Eisbach

## Flussauf Surfen
Das Unternehmen Upstream Surfing GmbH in Wädenswil in der Schweiz entwickelte 2017 eine Vorrichtung, bei der ein Sportler mit Hilfe von zwei anderen Sportlern mit einem Wakeboard 300 m weit flussaufwärts gezogen wird. Bei der einminütigen Schrägfahrt können bis zu 35 km/h Geschwindigkeit relativ zum fließenden Wasser erreicht werden. Ein erstes Upstream Surfing erfolgte im August 2017 im Fluss Reuss in Mühlau AG in der Schweiz etwa 25 km südwestlich von Zürich.
Im August 2018 wurde ein System für Upstream Surfing im Inn in Innsbruck betrieben, 2019 trat die ÖH Innsbruck als Veranstalter auf und nannte es eine Mischung aus Flusssurfen und Wakeboarding. Im August 2019 fand Upstream Surfing in Pfunds in Tirol im Inn an einer Stahlgitterträger-Brücke im Ortsteil Stuben statt. Weitere Stationen von Upstream Surfing waren Kufstein, Tirol (Inn); Ingolstadt (Donau); Ulm (Donau).